# Veranstaltungsbeleuchtung

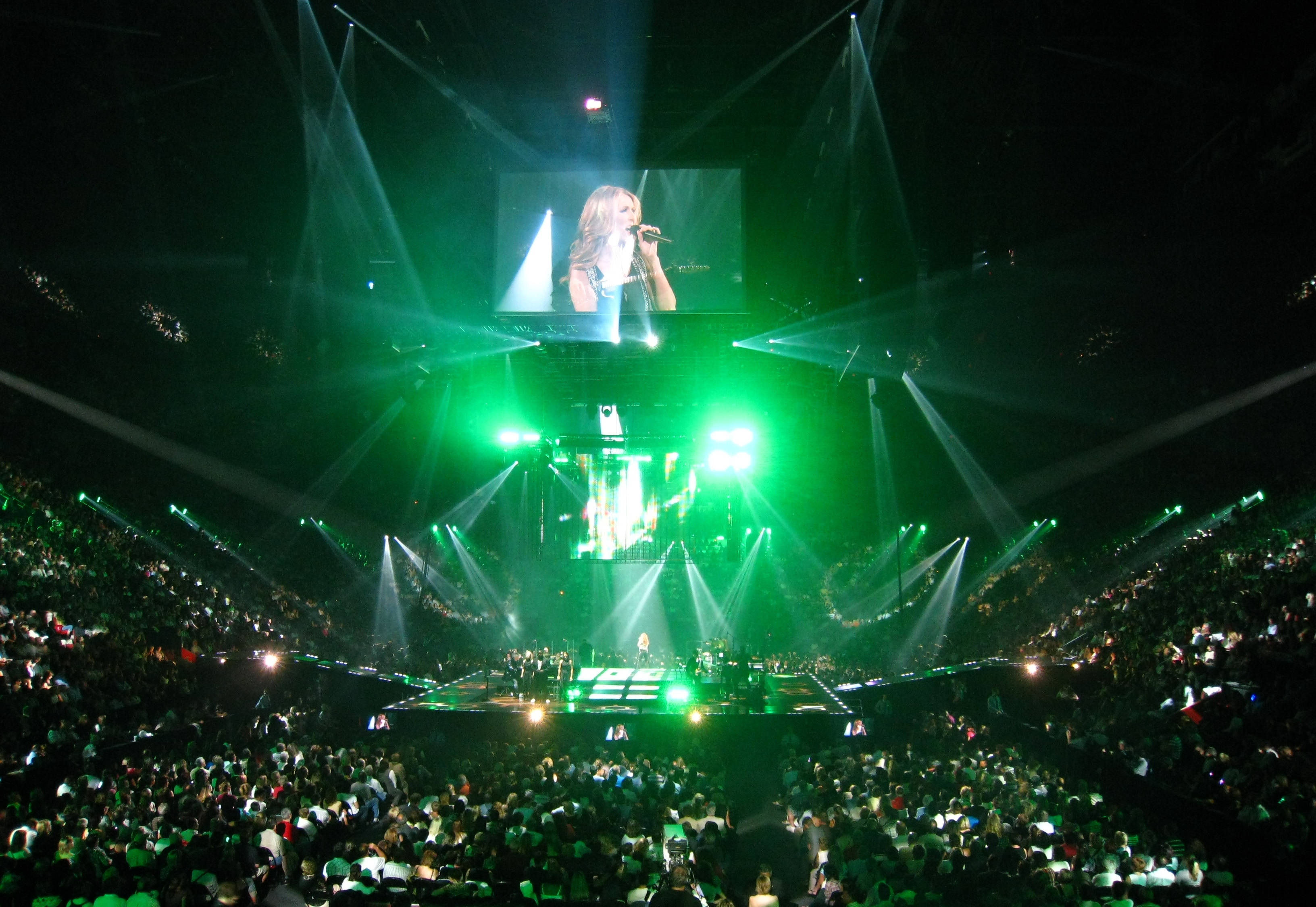
Veranstaltungsbeleuchtung bei einem Konzert

Die Veranstaltungsbeleuchtung ist ein eigenständiges Anwendungsgebiet der Beleuchtung. Sie befasst sich mit der Ausleuchtung von Veranstaltungen mit Kunstlicht. Man unterscheidet weiter zwischen Theater-, Fernseh- und Showbeleuchtung.

## Grundlagen

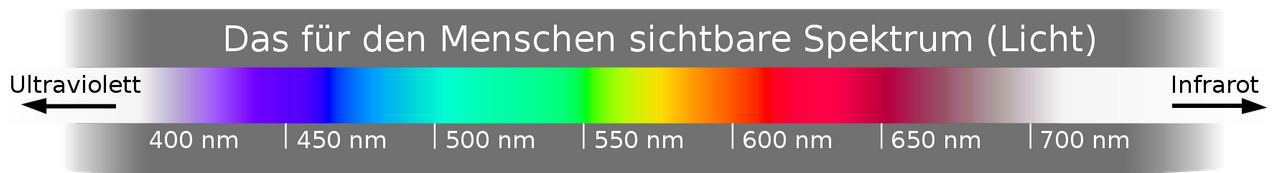
Spektrum des sichtbaren Lichts

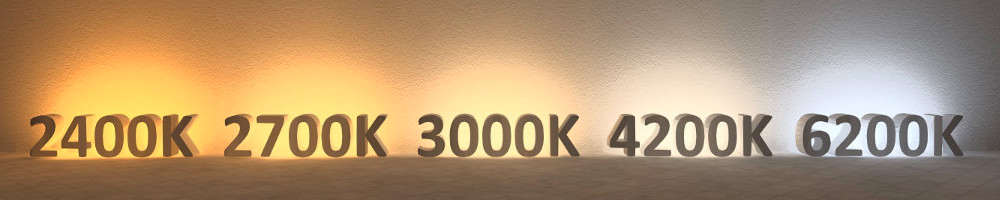
Beispiele für verschiedene Farbtemperaturen

Licht ist eine Form der elektromagnetischen Strahlung, wobei nur Wellenlängen zwischen ca. 400 und 700 nm für das menschliche Auge sichtbar sind. Unterschiedliche Wellenlängen werden dabei als unterschiedliche Farben wahrgenommen. Weißes Licht ist immer eine Mischung verschiedener Wellenlängen; das Licht der Sonne beispielsweise enthält alle Farben. Das Verhältnis der verschiedenen Farben in weißem Licht wird mit der Farbtemperatur in Kelvin [K] angegeben. Licht mit niedriger Farbtemperatur besitzt hohe Anteile an rotem Licht und erscheinen deshalb wärmer, während in Licht mit hoher Farbtemperatur die bläulichen Anteile überwiegen und das Licht kalt erscheint.

Die verschiedenen Farben des Lichts (Wellenlängen) werden von dem menschlichen Auge nicht gleich stark wahrgenommen. Die Empfindlichkeit nimmt zu den Rändern des sichtbaren Spektrums stark ab. Deshalb wird in der Lichttechnik die photometrische Größe des Lichtstroms {\displaystyle \Phi _{V}} verwendet, die das von einer Lichtquelle ausgestrahlte Licht in der Stärke beschreibt, in der es das Auge wahrnimmt. Die Einheit des Lichtstroms sind Lumen [lm].

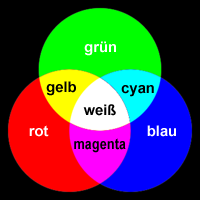
Additive Farbmischung

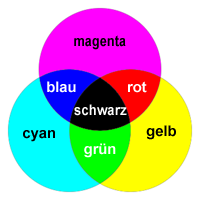
Subtraktive Farbmischung

Unterschiedliche Leuchtmittel sind unterschiedlich energieeffizient bei der Umwandlung von elektrischer Energie in sichtbares Licht. Wie viel Lichtstrom pro eingesetzter elektrischer Energie (Lumen pro Watt) ein Leuchtmittel erzeugen kann, beschreibt die Lichtausbeute {\displaystyle \eta } [lm/W]. Welche Lichtmenge an einem Objekt ankommt, gibt die Beleuchtungsstärke E an. Sie wird in lux (lm/m²) angegeben und hängt von dem Lichtstrom und der Fokussierung der Lichtquelle sowie von dem Abstand der Lichtquelle zu dem Objekt ab. Die Beleuchtungsstärke ist dabei umgekehrt proportional zum Quadrat der Abstandsänderung: Bei doppeltem Abstand ist die Beleuchtungsstärke noch ein Viertel so stark, bei vierfachem Abstand nur noch ein Sechzehntel.
Um verschiedene Farben zu generieren, werden die Prinzipien der additiven sowie der subtraktiven Farbmischung verwendet. Bei der additiven Farbmischung wird durch die Mischung der Farben Rot, Grün und Blau Mischfarben erzeugt. Die subtraktive Farbmischung nutzt die Eigenschaft von Körpern, dass nur bestimmte Farbanteile reflektiert und andere absorbiert werden. Ein roter Gegenstand erscheint deshalb rot, weil er nur die roten Anteile des auf ihr treffenden Lichts reflektiert und alle anderen absorbiert. Die subtraktive Farbmischung arbeitet mit den Grundfarben Cyan, Magenta und Gelb. Das Prinzip wird bei der Verwendung von optischen Filtern benutzt. Mit ihnen lässt sich das Licht von Scheinwerfern einfärben oder andere Effekte erzielen, wie die Diffusion oder die Änderung der Farbtemperatur. Bei der Benutzung von Filtern verringert sich jedoch der effektive Lichtstrom.
Die Messung der oben genannten Größen geschieht mit einem Luxmeter oder einem Colormeter.

## Leuchtmittel
Der Beleuchtung stehen inzwischen eine Vielzahl von verschiedenen Leuchtmitteln zur Verfügung.

### Halogenlampen
Das älteste elektrische Leuchtmittel stellt die Glühlampe dar. Dabei wird durch die Erhitzung eines Wolframdrahts Licht emittiert. Die Glühlampe wurde in der Veranstaltungsbeleuchtung weitestgehend durch ihre weiterentwickelte Form, die Halogenlampe, ersetzt. Sie zeichnet sich gegenüber der Glühlampe durch eine höhere Lebensdauer, eine um bis zu 20 % höhere Lichtausbeute und eine geringere Baugröße aus. Halogenlampen erzeugen ein weißes Licht mit einer Farbtemperatur zwischen 3200 K und 3400 K und haben normalerweise eine Lichtausbeute von 26 lm/W. Beide Leuchtmittel gehören zu der Gruppe der Temperaturstrahler.

### Entladungslampen

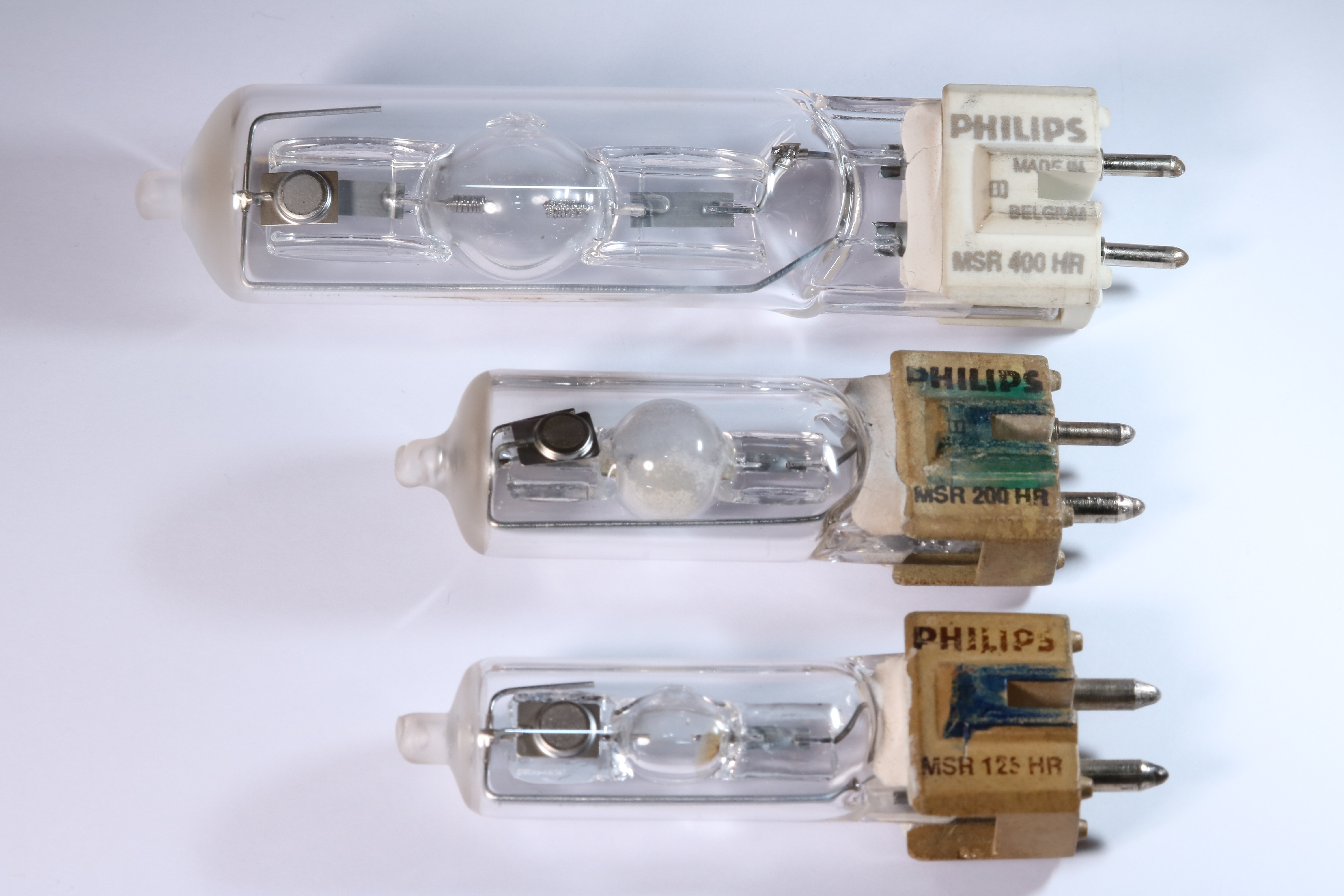
Verschiedene HMI-Leuchtmittel (von oben: 125 W, 200 W & 400 W)

Neben den Halogenlampen werden Entladungslampen eingesetzt, welche in Niederdruckentladungslampen und Hochdruckentladungslampen eingeteilt werden. Die bekanntesten Niederdruckentladungslampen sind die Leuchtstofflampen (auch Leuchtstoffröhren). In den Röhren werden Quecksilberatome angeregt, die daraufhin UV-Licht ausstrahlen. Um diese Strahlung in den sichtbaren Bereich zu transformieren, wird die Röhrenwand mit fluoreszierenden Leuchtstoffen beschichtet. Meist wird durch Mischung verschiedener Stoffe weißes Licht erzeugt. Je mehr Stoffe dabei verwendet werden, desto höher ist die Qualität des weißen Lichts.
Hochdruckentladungslampen emittieren Licht aufgrund einer Bogenentladung, die zwischen zwei Elektroden brennt. Um die Lichtemission noch weiter zu erhöhen, werden in den viel verwendeten Metallhalogendampflampen (kurz HMI) Halogenide hinzugefügt. HMI-Lampen haben eine Lichtausbeute von 95 lm/W und erzeugen Licht mit einer Farbtemperatur von 6000 K. Sie haben somit fast die vierfache Lichtausbeute von Halogenlampen und eignen sich aufgrund der hohen Farbtemperatur gut für die Nachahmung von Tageslicht. Nachteile sind die Geräuschentwicklung der Ventilatoren, die häufig benötigt werden, um die heißen Lampen zu kühlen und die Tatsache, dass sich Entladungslampen nicht elektrisch dimmen lassen. Die Einstellung der Helligkeit geschieht über mechanische Verschlüsse, sogenannte Shutter.

### LEDs

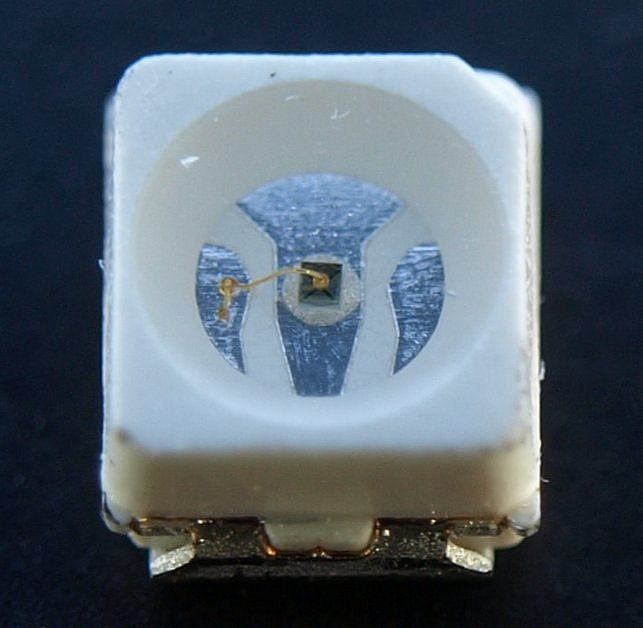
High-Flux-LED

Das jüngste Leuchtmittel sind die lichtemittierenden Dioden (kurz LEDs), die auf Basis der Elektrolumineszenz monochromatisches Licht (einfarbiges Licht) emittieren. Die ältere Bauform, die 5-mm-LEDs, wurde durch die High-Flux-LEDs ergänzt, die einen um den Faktor 20 bis 50 höheren Lichtstrom besitzen. LEDs gibt es inzwischen in fast allen Farben. Um weißes Licht zu erzeugen, werden mehrere verschiedenfarbige LEDs zu sogenannten Bins zusammengefasst. Die mindeste Anforderung ist hierbei die Benutzung der Farben Rot, Grün und Blau. Ein natürlicheres Weiß wird jedoch mit dem Zusatz einer „weißen“ LED (beschichtete blaue LED) oder bei der Benutzung von Bins mit sieben verschiedenfarbigen LEDs erreicht. Je mehr verschiedenfarbige LEDs verbaut sind, desto breiter ist auch das Spektrum der Farben, die erzeugt werden können. LED-Bins sind das einzige Leuchtmittel, bei dem durch unterschiedliche Ansteuerung einzelner LEDs elektrisch die emittierte Farbe verändert werden kann. Mit Lichtausbeuten von 60–120 lm/W und aufgrund der einfachen Änderung der Farbe setzen sich LEDs immer weiter in der Veranstaltungsbeleuchtung durch.
Eine interessante Entwicklung sind die organischen LEDs (kurz OLEDs), die einen geringeren Stromverbrauch und eine geringere Einbautiefe als herkömmliche LEDs haben. Sie werden bisher vor allem in Bildschirmen eingesetzt. Problematisch für den Einsatz in der Allgemeinbeleuchtung ist jedoch deren geringe Lebensdauer.

## Dimmer
Halogenleuchtmittel benötigen Dimmer, um ihren Lichtstrom zu verringern. Dimmer gibt es in drei verschiedenen Ausführungen: Einschubdimmer, Dimmerracks mit mehreren Dimmern in einem 19″-Rack und festverdrahtete Dimmerschränke. In der Veranstaltungsbeleuchtung wird meist eine Phasenanschnittsteuerung benutzt, dabei wird der Sinusverlauf des Wechselstroms jedes Mal kurz unterbrochen, wenn er Null durchläuft. Je länger der Strom unterbrochen wird, desto stärker wird das Leuchtmittel gedimmt.

## Scheinwerfer
Um Veranstaltungen zu beleuchten, werden eine Vielzahl unterschiedlicher Scheinwerfer verwendet. Sie werden eingeteilt in konventionelle Scheinwerfer, Parabolspiegelscheinwerfer, Flächen- und Horizontleuchten sowie Moving Lights.

### Konventionelle Scheinwerfer

1: Fresnel-Linse 2: Planconvex-Linse

Die Planconvex-Scheinwerfer (kurz PC-Scheinwerfer) sind die ältesten Scheinwerfer. Sie erhielten ihren Namen von der Planconvex-Linse, die das von dem Leuchtmittel ausgestrahlte Licht bündelt. Durch die axiale Verschiebung des Leuchtmittels wird der Lichtstrahl aufgeweitet bzw. gebündelt. Eine Einsparung im Preis und Gewicht der Linse stellt der Stufenlinsenscheinwerfer (auch Fresnelscheinwerfer) dar. Die dort eingesetzte Fresnel-Linse hat ringförmig angeordnete Stufen, die nach außen hin (entsprechend einer Planconvexlinse) immer steiler werden und das Licht bündeln. Auf diese Weise wird Material bei der Linse eingespart. Der Nachteil eines Stufenlinsenscheinwerfers ist ein erhöhter Streulichtanteil. Bei beiden Scheinwerfer werden häufig Torblenden eingesetzt, um den beleuchteten Bereich eingrenzen zu können.
Profilscheinwerfer (auch Profiler) sind durch die Verwendung eines Doppellinsensystems gekennzeichnet. Durch den Einsatz von Formblenden in parallel geführte Lichtstrahlen zwischen den Linsen kann der Lichtkegel genau eingestellt werden. Zusätzlich können durch den Einschub von Gobos komplexere Motive im Lichtkegel abgebildet werden. 
Profilscheinwerfer gibt es in drei Varianten: Bei den Ellipsenspiegel-Linsenscheinwerfern wird die hintere Linse durch einen Ellipsenspiegel ersetzt. Durch die Verschiebung der verbleibenden Sammellinse kann nur die Schärfe, nicht aber die Größe des Lichtkegels eingestellt werden. Im Vergleich dazu haben Zoom-Profilscheinwerfer zwei Linsen, wodurch der Lichtkreisdurchmesser individuell eingestellt werden kann. Die dritte Form der Profilscheinwerfer sind die Verfolgerscheinwerfer. Sie sind so gebaut, dass sie nach der Montage auf einem speziellen Stativ durch eine Person geschwenkt werden können. Zusätzlich sind meist Zoom und Schärfe sowie weitere Parameter per Hand einstellbar.

### Parabolspiegelscheinwerfer

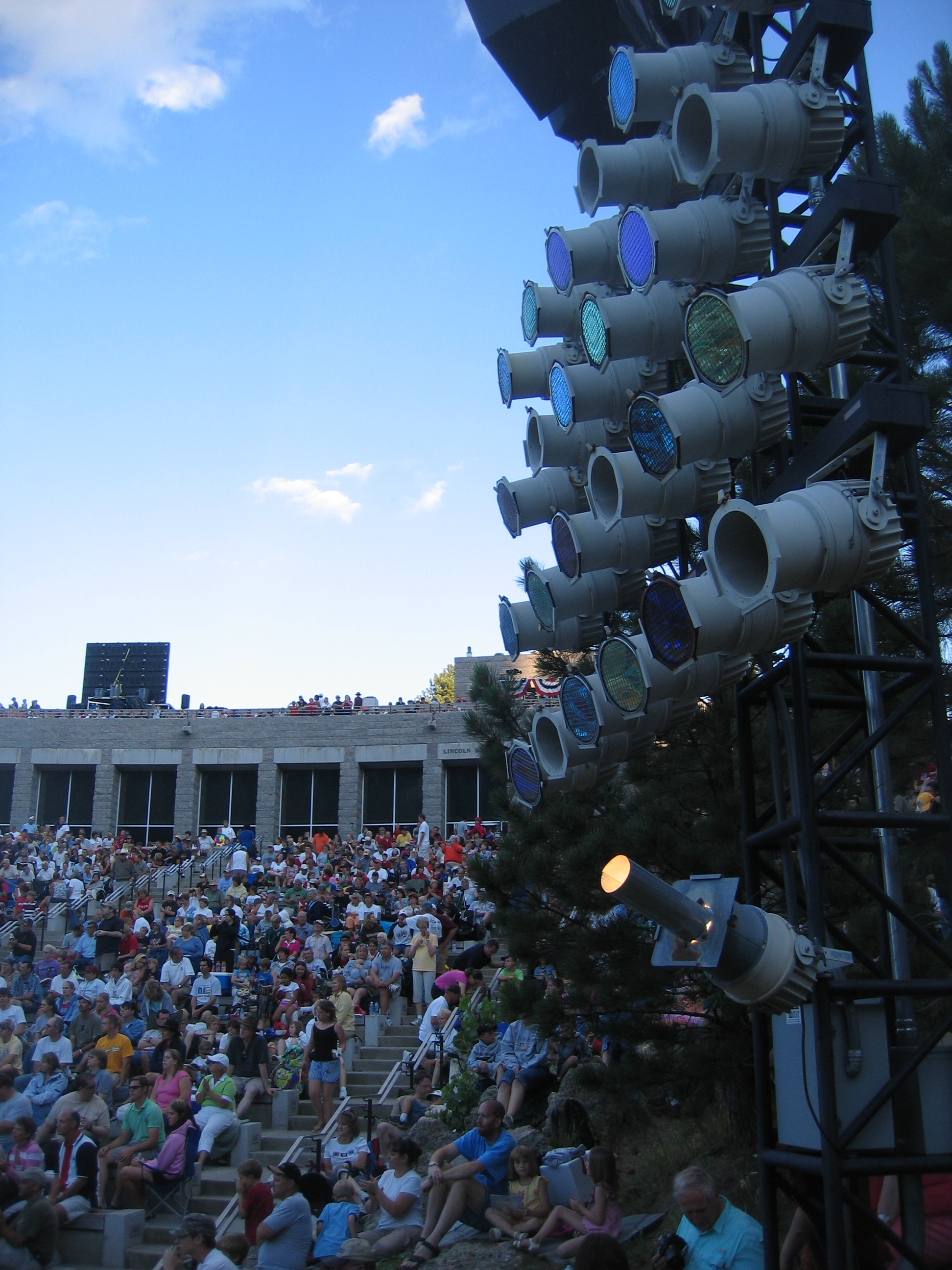
PAR-Scheinwerfer

Durch die Verwendung eines Parabolspiegels haben Parabolspiegelscheinwerfer einen sehr hohen Bündelungsgrad und können deshalb auch über große Distanzen eingesetzt werden. Klassische Parabolspiegelscheinwerfer werden mit Niedervolttechnik (12 V/24 V) betrieben und haben keine zusätzliche Linse. Ihr Vorteil gegenüber 230 V ist eine verbesserte Glühwendelausführung und somit eine etwas höhere Farbtemperatur.
Die mit 230 V betriebenen PAR-Scheinwerfer (auch PAR-Kanne) haben eine mit dem Leuchtmittel und dem Spiegel fest verbaute Linse. Diese Einheit befindet sich austauschbar in einem charakteristischen Blechtubus, an dessen Ende sich eine Halterung für Farbfilter befindet. Den Blechtubus gibt es in kurzer und langer Ausführung (short bzw. long nose) und die Linsen in verschiedenen Durchmessern (PAR 36, 56 oder 64, in Zehntel-Zoll angegeben). Die Linsen unterscheiden sich außerdem in ihrer Glasstruktur. CP 60 hat eine klare Glasstruktur, während CP 62 ein geriffeltes Glas für mehr Lichtstreuung besitzt.
Parabolspiegelscheinwerfer werden auch häufig in Bündeln als Blinder eingesetzt, um das Publikum an einer passenden Stelle effektvoll zu blenden.

### Flächen- und Horizontleuchten
Wie bei den klassischen Parabolspiegelscheinwerfern werden auch in Flächen- und Horizontleuchten keine Linsen benutzt. Die Lichtführung geschieht durch einen Rinnenspiegel. Bei den Flächenleuchten ist dieser Spiegel symmetrisch, sodass auch die Lichtabstrahlung symmetrisch ist. Im Gegensatz dazu haben Horizontleuchten einen asymmetrischen Rinnenspiegel, wodurch das Licht hauptsächlich in eine Richtung abgelenkt wird. Dies erlaubt einen geringen Abstand bei der Beleuchtung großflächiger Horizonte oder Prospekte. Beide Bauarten haben den Vorteil einer sehr gleichmäßigen Ausleuchtung großer Flächen.

### Moving Light

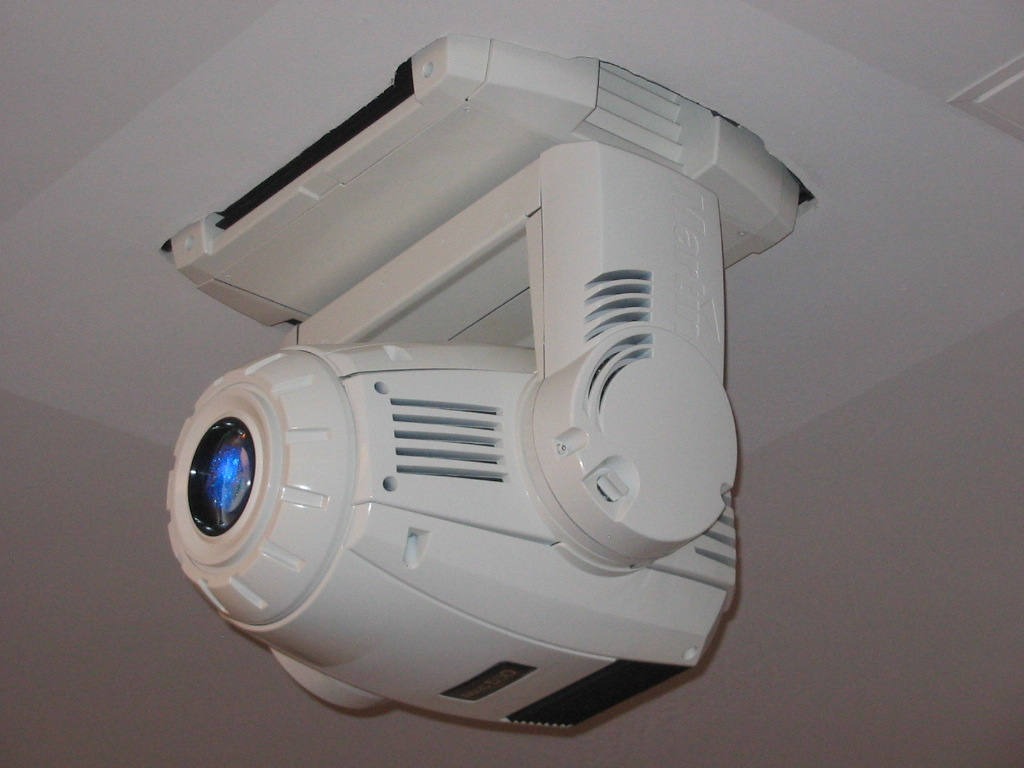
Martin MAC 550

Moving Lights ermöglichen eine motorgesteuerte vertikale (TILT) und horizontale Bewegung (PAN) des Lichtkegels und werden je nach Leuchtmittel mit Zusatzfunktionen wie einer Farbmischeinheit mit dichroitischen Farbfiltern, einem mechanischen Dimmer und/oder Shutter sowie einer motorisierten Irisblende ausgestattet. Mit ihnen lässt sich eine hohe Flexibilität und Dynamik der Veranstaltungsbeleuchtung realisieren. 
Moving Lights lassen sich in Washlights, Spotlights und Scanner unterteilen. Im Vergleich zu Washlights ist das Licht bei Spotlights stärker gebündelt. Zusätzlich weisen sie häufig eine Motorik zur Veränderung der Schärfe und der Brennweite sowie Effekträder auf. Anders als bei Wash- und Spotlights, welche auch als Moving Heads bezeichneten werden, dreht sich bei Scannern nicht die gesamte Einheit aus Leuchtmittel und Optik, sondern der Lichtstrahl wird am Ende des optischen Wegs durch einen schwenkbaren Spiegel umgelenkt. Somit ergibt sich die Möglichkeit, sehr schnelle Schwenkbewegungen durchzuführen.

## Lichtsteuerungsprotokolle
Die Struktur einer Lichtsteuerungsanlage besteht aus einem Master (Lichtpult, Konsole, PC, …), einem Kanal (DMX512, WLAN, Ethernet, …) und Slaves (Scheinwerfer, Dimmer, …).
Mit ansteigender Komplexität der Anlagen wurden immer wieder neue Lichtsteuerungsprotokolle notwendig. 1990 wurde das digitale Steuersignal DMX512 genormt, welches die allermeisten Geräte benutzen können; modernere Anlagen nutzen jedoch Lichtnetzwerke, um den gestiegenen Anforderungen gerecht zu werden.

### DMX
DMX512 kann bis zu 512 Kanäle in einem Universum ansteuern. Für jeden Kanal wird nacheinander ein binärer Wert von 0 bis 255 (8-bit-Auflösung) an alle Empfänger (Slaves) verschickt (Nr.3 in der untenstehenden Abbildung). Vor dem ersten Kanal wird ein RESET-Signal (1) und ein Startbyte (2) gesendet. Am Anfang jedes Kanals wird ein Startbit (4) übertragen und an dessen Ende zwei Stopbits (7). Wenn alle Kanäle angesteuert wurden, wird die Übertragung mit einem Ruhepegel (9) abgebrochen und der Sender (Master) fängt von vorne an. Dieser gesamte Ablauf geschieht 44 mal pro Sekunde (250 kbps).

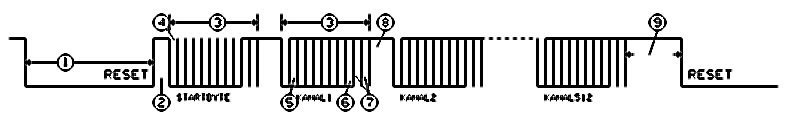
DMX-Protokoll

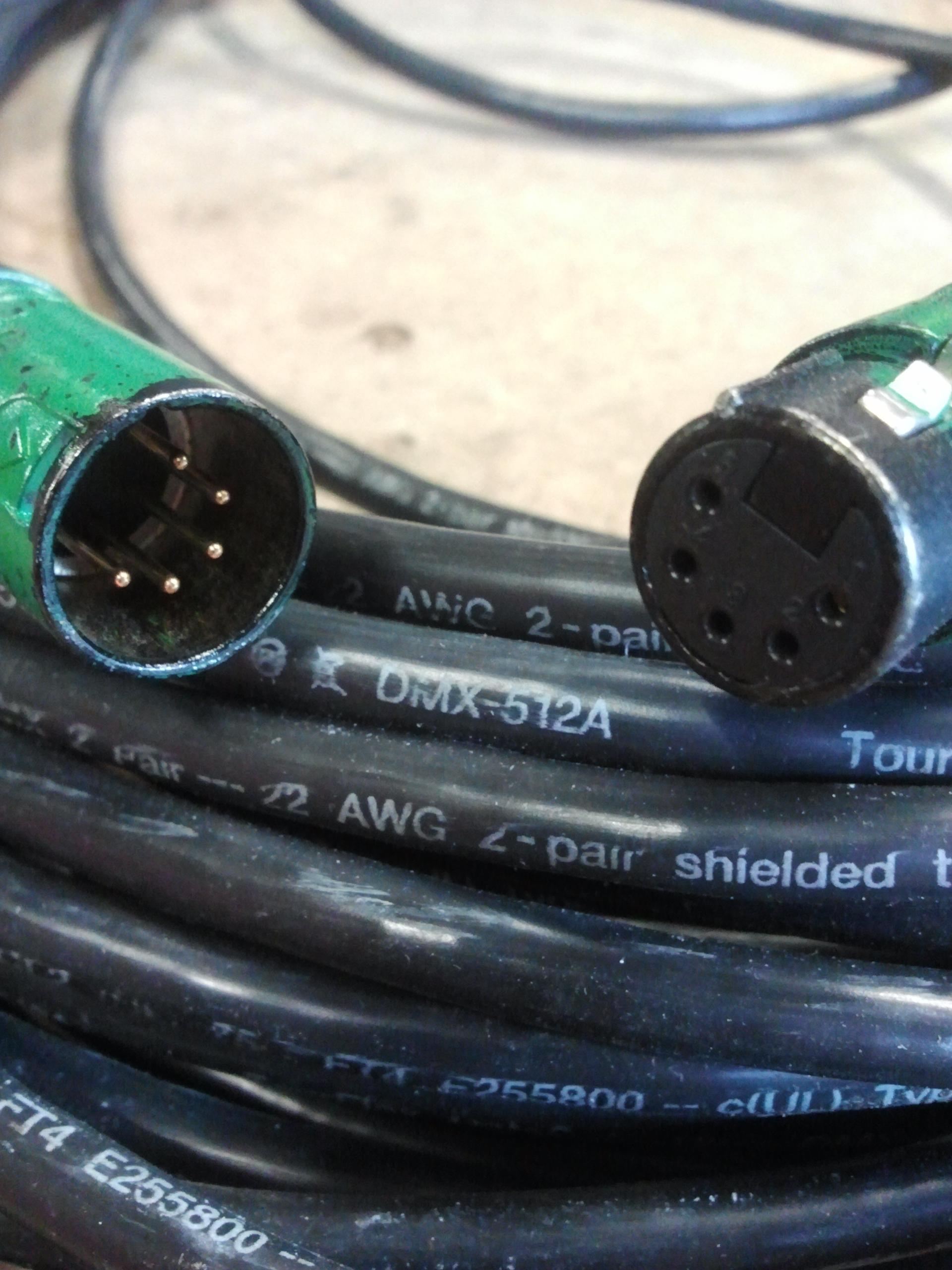
DMX-Kabel

Ein DMX-Netzwerk ist in der Bus-Topographie aufgebaut. Jeder Slave hat einen DMX-In, durch den er angesteuert wird und einen DMX-Thru, durch den das Signal an den nächsten Slave durchgeschliffen wird. Das letzte Gerät in der Reihe schließt den Bus durch einen Abschlusswiderstand (120 Ohm) ab, um Reflexionen zu vermeiden. Ein solcher Bus wird als Universum bezeichnet. Das Protokoll wird asynchron seriell über die Pins 2 und 3 der 5-poligen XLR-Steckverbindung übertragen.
Anfangs waren die einzelnen Kanäle nur dafür gedacht, die Helligkeitswerte von Dimmern einzustellen und es gab einen Kanal pro Scheinwerfer. Komplexere Geräte benötigen inzwischen jedoch eine Vielzahl von Kanälen, mit denen verschiedenste Funktionen gesteuert werden. Ein Moving Light braucht beispielsweise Kanäle für die Ausrichtung (PAN und TILT), die Helligkeit, den Zoom, die Schärfe, das Gobo-Rad und für weitere Effekte. Aufgrund dieses hohen Bedarfs an Kanälen werden schnell mehrere DMX-Universen zur Steuerung der Lichtanlage einer Veranstaltung notwendig.
Für eine eindeutige Zuordnung jedes Kanals an eine Funktion wird an jedem Slave ein Startkanal eingestellt, ab dem er anfängt, die weiteren Kanäle durchzunummerieren. Häufig lassen sich bei komplexeren Geräten verschiedene Modi einstellen, um die Anzahl der benutzten Kanäle auf Kosten der Genauigkeit zu reduzieren. Dies ist besonders bei LED-Leuchtmitteln notwendig. Hier kann beispielsweise entschieden werden, ob die einzelnen LED-Farben mit je einem Kanal angesteuert werden sollen oder ein Kanal für Farbe und einer für Helligkeit verwendet werden soll. Manche Funktionen haben dabei Zwischenwerte (Crossfade), wie z. B. Helligkeit. Andere Funktionen hingegen haben für jede Einstellung mehrere Werte, wie z. B. ein Gobo-Rad, für das für die Werte 40 bis 60 eine Stellung vorgesehen ist.
Um ein DMX-Signal zu verstärken, werden Booster eingesetzt. Wenn ein Signal auf zwei Leitungen aufgeteilt werden soll, kann dies durch Splitter realisiert werden. Umgekehrt gibt es auch Merger, die DMX-Signale zusammenführen.
2004 wurde das abwärtskompatible Protokoll DMX512A definiert, das eine höhere Übertragungssicherheit gewährleistet. Für eine Rückmeldung der Slaves an den Master kann das Protokoll RDM (Remote Device Management) benutzt werden, bei dem sich jedes Gerät von selbst eine Identifikationsnummer (UID) zuweist. Das Protokoll erlaubt den Betrieb gemischt mit DMX512-Geräten.

### Lichtnetzwerke

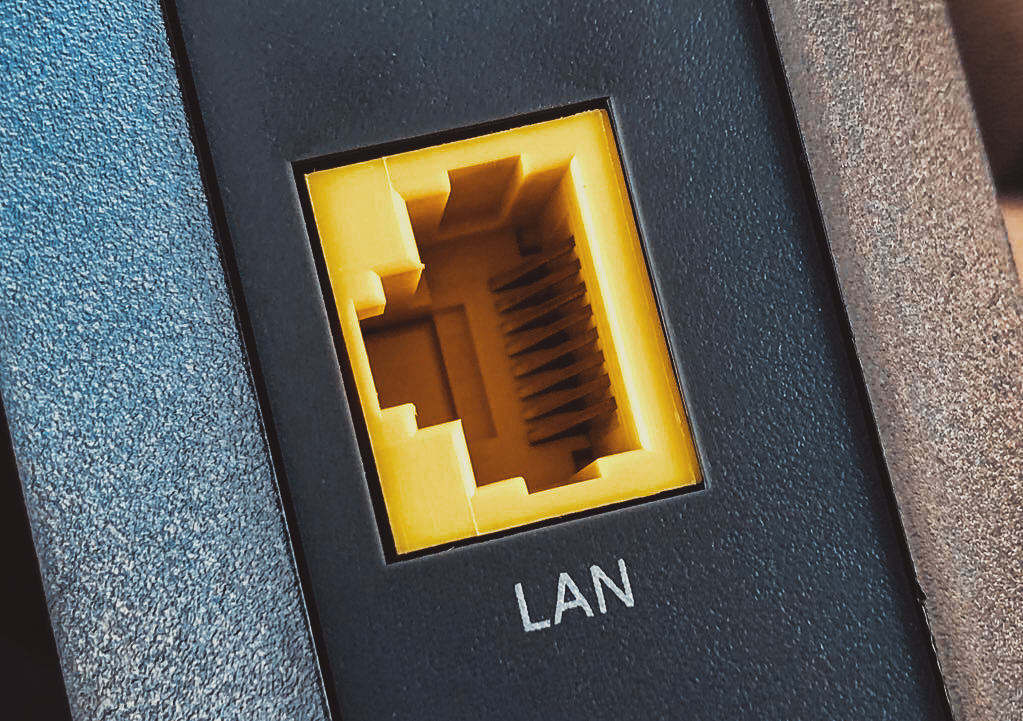
LAN- bzw. Ethernet-Buchse

Heutzutage haben die meisten Lichtstellpulte sowie viele Scheinwerfer und Dimmer die Fähigkeit mit anderen Formen von Netzwerk als DMX zu kommunizieren. Viele Hersteller benutzen dabei ihre eigenen Netzwerkprotokolle. Die Anwendungsfälle der Netzwerke sind vielseitig: Mit Multi-User Programming kann von mehreren Lichtstellpulten gleichzeitig an einer Datei gearbeitet werden; es können Backup-Pulte angeschlossen werden, die im Ausfall des Hauptpults sofort übernehmen; DMX-Adressen können automatisch vergeben werden und andere Einstellungen der Scheinwerfer können vom Lichtstellpult aus eingestellt werden. Der größte Nutzen von Lichtnetzwerken ist letztendlich die Übernahme der gesamten Lichtsteuerung, um bei großen Veranstaltungen den Verkabelungsaufwand zu reduzieren. Des Weiteren erlauben Lichtnetzwerke die Teilnahme von PCs, auf denen spezielle Programme installiert sind.
Die meistgenutzte Technologie für Lichtnetzwerke ist Ethernet, welche zur Vernetzung von lokalen Netzwerken (LAN) eingesetzt wird. Sie wird in der Lichtsteuerung eingesetzt, da mit ihr die Möglichkeit besteht, verschiedene Daten gleichzeitig und schnell zu übertragen. Im Gegensatz zu DMX ist die Netzwerktopologie bei Ethernet flexibel. Mit Nodes kann zwischen verschiedenen Protokollen (also auch Ethernet und DMX) übersetzt werden.
Die Übertragung kann auch über WLAN geschehen und per Power over Ethernet (auch Power over LAN) können manche Geräte gleichzeitig mit Strom versorgt werden.

#### Herstellerspezifische Lichtnetzwerke
Das Unternehmen MA-Lighting hat das Protokoll MA-Net herausgebracht. Es sendet synchrone DMX-Signale aus und hat 100 Mbps. MA-Net unterstützt dabei auch andere Protokolle, wie z. B. ArtNet und ETC-Net 2.
Entgegen der anderen Protokolle ist ArtNet ein Protokoll, das nicht einem Unternehmen alleine gehört. Es wurde zwar von dem britischen Unternehmen Artistic Licence Anfang der Nullerjahre entwickelt, jedoch gibt es inzwischen eine „ArtNet Alliance“ mit mehreren Herstellern. Die Spezifikationen von ArtNet sind frei verfügbar. Es basiert auf TCP/IP und wird zum Transport einer großen Menge an DMX512-Daten benutzt. Inzwischen gibt es die vierte Version des Protokolls, ArtNet4 (Stand Juli 2020), bei der theoretisch über 30.000 Universen adressiert werden können. Limitiert ist dies allerdings durch die benutzte Ethernet-Variante. Bei 100BaseT bleiben 400 Universen. Jedem Universum wird dabei eine 15-stellige Port-Adresse zugewiesen.
ETC (Electronik Theatre Controls) benutzt das Protokoll ETCNet. Dieses gibt es in drei Ausführungen: Während die erste Version noch auf 10Base2, -T und -F sowie dem TCP/IP-Netzwerkprotokoll basierte, passte sich ETCNet2 an die neuen Ethernet-Standards an. Die neuste Version Net3 unterstützt RDM und basiert auf dem Protokoll ACN.
Um die Kommunikation von Geräten unterschiedlicher Hersteller zu ermöglichen, wurde das ACN-Protokoll (Architecture for Control Networks) entwickelt. Es ist in ANSI E1.17-2010 genormt und soll in Zukunft in Deutschland in der Norm DIN 56950-4 (in Vorbereitung) definiert werden. Zwar ist ACN ein offenes Protokoll, jedoch ist IP over Ethernet die naheliegendste Wahl. In einem ACN-Netzwerk können controller die devices finden, konfigurieren, beobachten und steuern. Jedes Gerät bekommt eine Adresse (CID) mit 128 Bits zugewiesen und hat eine Datei, in der die Eigenschaften des Geräts beschrieben werden (DDL). Das Device Management Protocol (DMP) regelt die Beschaffung und Einstellung von Eigenschaften der Geräte in dem Netzwerk. Ein Vorteil des ACN-Protokolls gegenüber DMX liegt darin, dass ACN überprüfen kann, ob ein Datenpaket bei einem Empfänger angekommen ist. Dies ist dank des internen Session Data Transport (SDT) Protokolls möglich. Ein weiterer Vorteil liegt darin, dass ACN nicht jedes Dateipaket an jedes Gerät sendet, sondern nur an den Empfänger. Somit lässt sich ein viel größeres Netzwerk realisieren.

### Gebäudesteuerung
Neben den Scheinwerfern der Veranstaltungstechnik muss regelmäßig auch die Gebäudebeleuchtung mithilfe eines Lichtstellpults angesteuert werden. Beispielsweise wird in einem Theater gerne durch Abdunkeln bzw. Erhellen des Saallichts der Start bzw. das Ende einer Vorführung gekennzeichnet. Die Gebäudesteuerung hat jedoch ihre eigenen Protokolle, wie z. B. KNX oder Dali, mit der sie neben der Beleuchtung beispielsweise auch Beschattungseinrichtungen oder die Gebäudeheizung steuert. Um die Lampen dennoch erreichen zu können, wird mit Interfaces gearbeitet, die die Protokolle ineinander übersetzen können.
KNX ist in einer Bus-Topologie aufgebaut und arbeitet mit 30 V Gleichspannung und einer Übertragungsrate von 9,6 kbit/s.

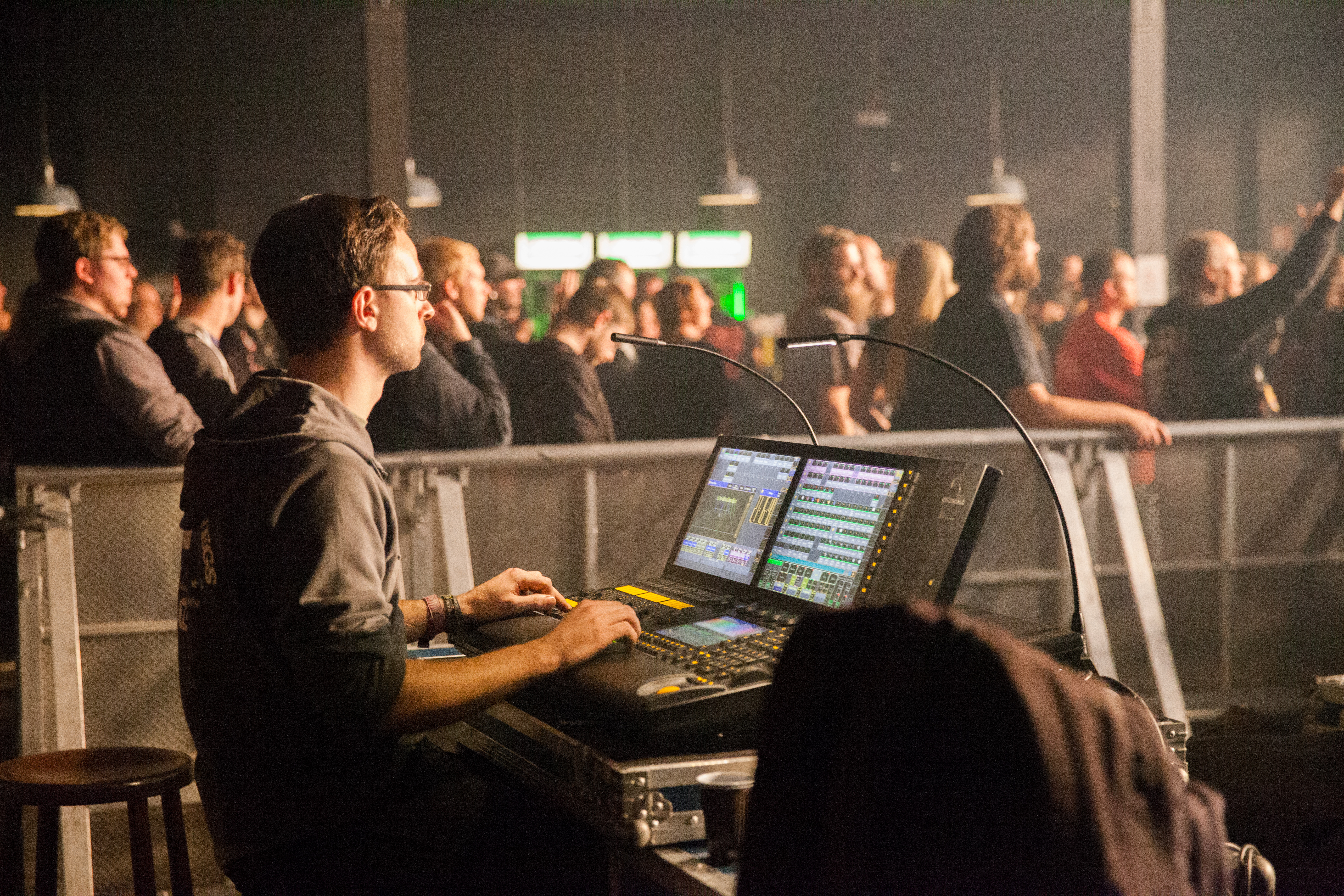
Bedienung eines großen Lichtstellpults (grandMA 2)

## Lichtstellpulte
Die Steuerung eines Beleuchtungssystems wird meist durch Lichtstellpulte ausgeführt. Sie besitzen einen Rechner sowie ein Bedienpult mit verschiedenen Bedienelementen. Lichtstellpulte werden kategorisiert in manuelle Lichtsteuerungen und Speicherlichtsteuerungen.

### Manuelle Lichtsteuerung
Die Pulte der manuellen Lichtsteuerung besitzen meist bis ca. 48 Schiebepotentiometer (auch Steller), mit denen einzelne Stromkreise angesteuert werden können. Viele dieser Pulte können auch Gruppen von Stromkreisen bilden und diese ineinander überblenden.

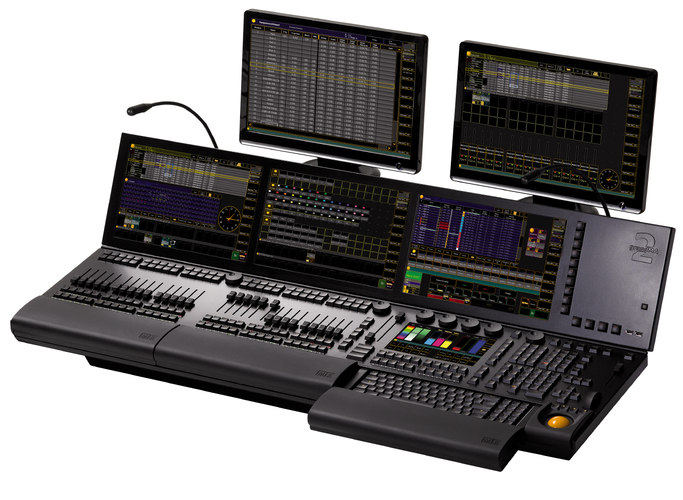
Lichtstellpult der Moving-Light-Steuerung (grandMA 2 full size)

### Speicherlichtsteuerung
Neben der größeren Zahl an ansteuerbaren Stromkreisen (bis zu 8.196) ist ein Vorteil von Speicherlichtsteuerungen, dass sie Lichtstimmungen (auch Cue) speichern und in beliebiger Reihenfolge wieder abrufen können. Einzelne Lichtstimmungen haben für jeden Stromkreis einen festgelegten Wert. Ihnen können auch Effektparameter oder Ein-/Ausblendzeiten zugeordnet werden.
Speicherlichtsteuerungen werden weiter kategorisiert nach ihrer Spezialisierung auf konventionelles Licht (Stufenlinsen- und Profilscheinwerfer) oder Moving-Lights. Der größte Unterschied ist die aufwendigere Programmierung, die für die Rotationsbewegungen, Effekte, Gobo- und Farbräder der Moving-Lights notwendig wird. Hierfür besitzen Lichtstellpulte, die auf Moving-Lights spezialisiert sind, Trackballs oder Wheels sowie Touchscreens, um die zweidimensionalen Eingaben schneller durchführen zu können.

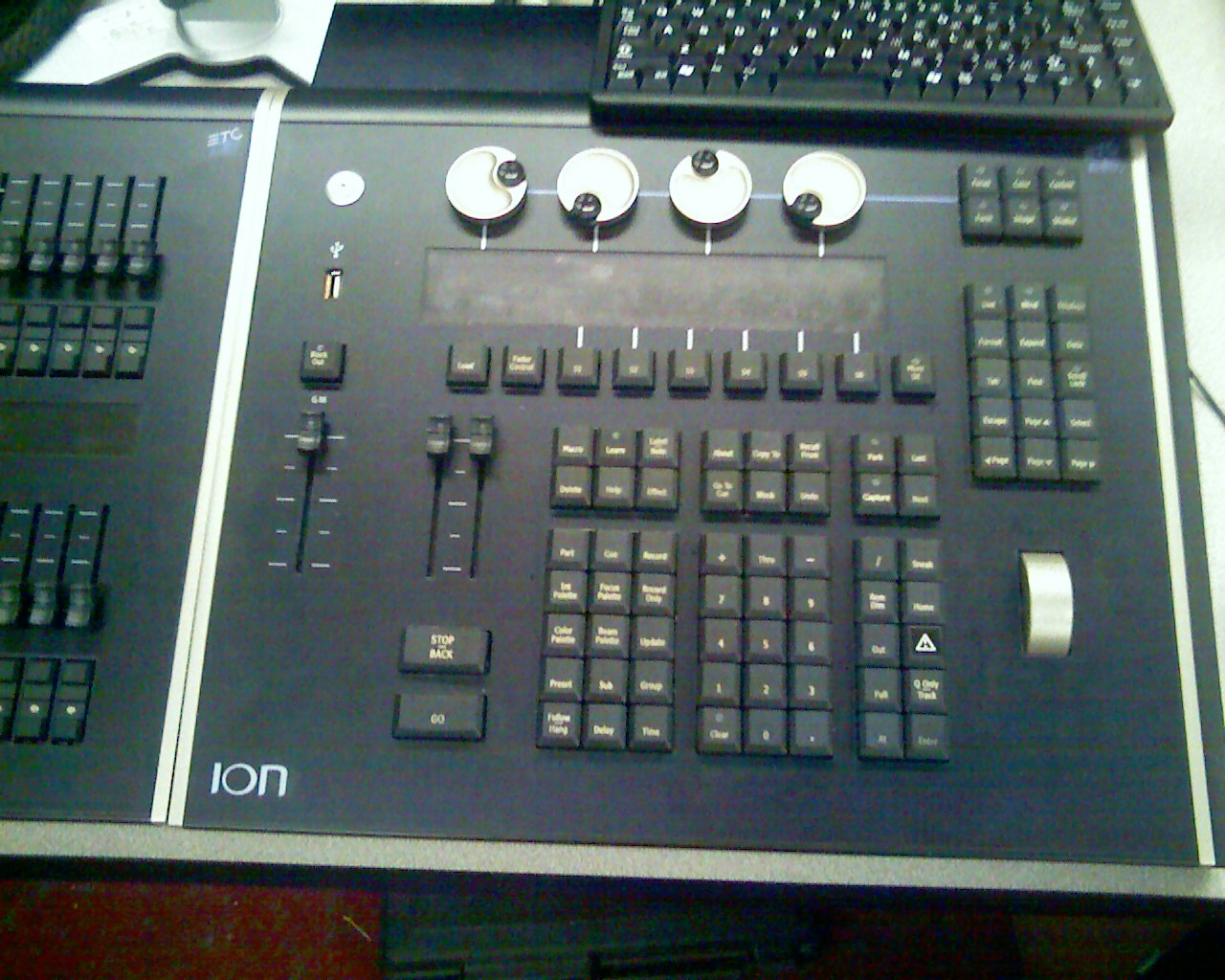
Bedienelemente eines Lichtstellpults (ETC Ion). Von links nach rechts: Submaster, Meistersteller, Crossfader, darunter die Tasten für das Playbacksystem, Tastenfeld, Digitalsteller

### Bedienelemente
Mithilfe der Kreissteuerung können Kreise angewählt und Werte eingegeben werden. Sie hat ein numerisches Tastenfeld inklusive Bedientasten für Speicherfunktionen sowie Anwahl- und Helligkeitsbefehle. Des Weiteren gibt es häufig noch einen Digitalsteller.
Auf Submastern können Farb- und Helligkeitswerte oder aber auch Lichtstimmungen oder Effekte gespeichert werden. Für jeden Submaster gibt es einen Schieberegler und häufig eine Blitztaste. Für Moving-Lights können auf Submastern auch Attributwerte abgelegt werden.
Um die gespeicherten Lichtstimmungen nacheinander abzurufen, gibt es ein Playbacksystem. Hier kann entweder per Tastendruck oder zeitgesteuert in eine neue Lichtstimmung übergeblendet werden.
Eine Effektsteuerung ermöglicht es, vordefinierte Einstellungen abzurufen. Abhängig vom genutzten System können Effekte mit Lichtstimmungen, Submastern, speziellen Effekt-Playbacks oder manuell aktiviert werden.
Zusätzlich zu den genannten Bedienelementen hat jedes Pult einen Meistersteller (auch Grand Master), mit dem alle Helligkeiten des Systems gesteuert werden können.

## Digital Lighting
Die moderne Veranstaltungsbeleuchtung verschmilzt immer mehr mit der Videotechnik. Der Tätigkeitsbereich wird um die immer leistungsstärkeren LED-Systeme (auch LED-Wände) und Projektoren erweitert. Aus künstlerischer Sicht ergeben sich hier viele Möglichkeiten, jedoch muss die Zuständigkeit geklärt werden.
LED-Systeme sind inzwischen sehr flexibel und so lassen sich freie Bildformate oder sogar räumliche Anordnungen realisieren. Das Prinzip ist analog zu den LED-Leuchtmitteln für Scheinwerfer: Mehrere LEDs unterschiedlicher Farben bilden einen Lichtpunkt. Ihre Ansteuerung übernehmen bei den LED-Systemen spezielle Controller. Bei dem Einsatz von LED-Systemen muss aus technischer Seite auf viele Parameter geachtet werden (maximale Auflösung, Kontrastumfang und Farbauflösung des Systems sowie deren Korrektur, Mindestabstand zum Publikum (siehe auch Pixelpitch)).
Wenn für den Betrachter keine Pixelstruktur mehr wahrnehmbar sein soll, werden häufig Projektionen eingesetzt. Projektionen können zudem an beliebige Formate angepasst werden, welche sogar bewegt bzw. verändert werden können. Für die Auswahl von Projektoren müssen hier ähnliche Faktoren herangezogen werden, wie bei den LED-Systemen. Wichtig ist hier unter anderem die Helligkeit in der Einheit ANSI-Lumen. Für Veranstaltungen werden meist entweder LCD- oder DLP-Projektoren benutzt.
Sowohl LED-Systeme als auch Projektionen werden von Medienservern angesteuert. Diese führen dabei eine Vielzahl von Funktionen aus: In erster Linie sind sie eine Content-Datenbank, des Weiteren können Inhalte verzögerungsfrei abgespielt und modifiziert werden. Letztendlich muss das finale Bild auf einem oder mehreren Kanälen ausgegeben und entsprechend der Art der Ausspielung noch einmal angepasst werden.

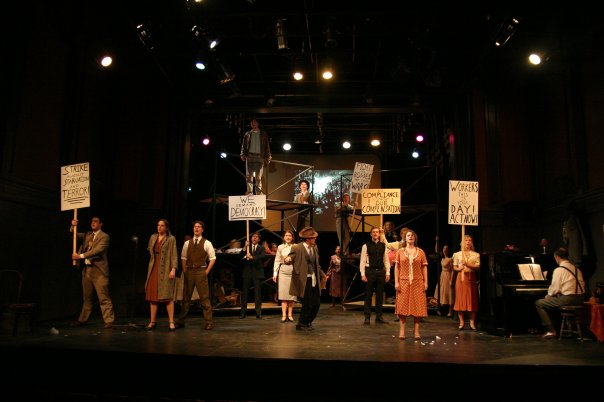
Theater-DarstellerInnen mit Beleuchtung von allen Seiten

## Lichtgestaltung

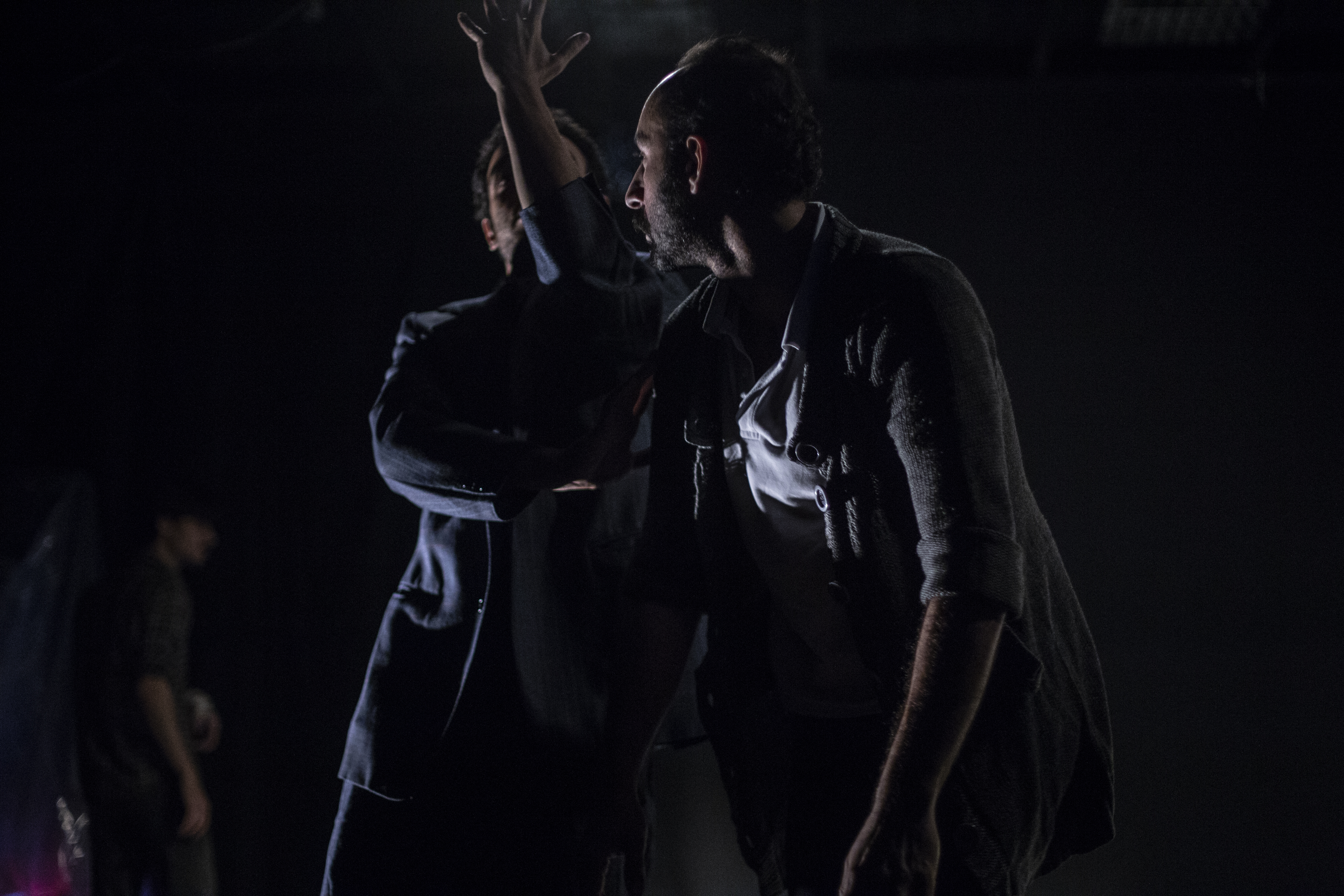
Theater-Darsteller in Gassenlicht

Die Lichtgestaltung (auch Lichtführung) beschäftigt sich damit, wie Lichttechnik eingerichtet werden muss, um bestimmte Lichtstimmungen zu erzielen. In einem Lichtplan (auch Beleuchtungsplan) kann dann für jede der ausgewählten Lampen ihre Position, Richtung, Intensität, Qualität (hart oder weich) und Farbe angegeben werden. Die Auswahl der Leuchtmittel und Scheinwerfer sowie aller angegebenen Parameter, haben einen großen Einfluss auf die Wirkung des beleuchteten Objekts.
Kommt das Licht zum Beispiel flach von vorne (Frontlicht), wirkt das Objekt flacher, während ein Licht, das von der Seite einfällt (Gassenlicht), durch Schattenwurf die Plastizität des Objekts hervorhebt. Des Weiteren kann mit weichem (auch diffusem) Licht beispielsweise das Gesicht eines Menschen verjüngt werden, während hartes Licht die Kanten betont.
Standardmäßig wird bei der Ausleuchtung von Personen oder auch Objekten mit einem hellen Führungslicht gearbeitet. Dieses wird von einer weicheren, weniger hellen Aufhellung unterstützt, die meist von ca. 90° versetzt kommt. Für eine bessere Abhebung vom Hintergrund werden häufig noch Hinterlicht (von hinten auf die Person), Hintergrundlicht (Beleuchtung des Hintergrunds) oder Spitze, Kante, Kicker bzw. Haarlicht (von hinten, oben auf die Person) eingesetzt.